# Arrondissement de Cosne-Cours-sur-Loire
L'arrondissement de Cosne-Cours-sur-Loire est une division administrative française, située dans le département de la Nièvre et la région Bourgogne-Franche-Comté.

## Composition

### Composition avant 2015
- canton de La Charité-sur-Loire
- canton de Cosne-Cours-sur-Loire-Nord
- canton de Cosne-Cours-sur-Loire-Sud
- canton de Donzy
- canton de Pouilly-sur-Loire
- canton de Prémery
- canton de Saint-Amand-en-Puisaye

### Découpage communal depuis 2015
Depuis 2015, le nombre de communes des arrondissements varie chaque année soit du fait du redécoupage cantonal de 2014 qui a conduit à l'ajustement de périmètres de certains arrondissements, soit à la suite de la création de communes nouvelles. Le nombre de communes de l'arrondissement de Cosne-Cours-sur-Loire est ainsi de 64 en 2015 et 64 en 2016.
Le 1er janvier 2017, la composition de l'arrondissement est modifiée par l'arrêté du 27 décembre 2016 : la commune de Champlin est détachée de l'arrondissement de Cosne-Cours-sur-Loire et rattachée à celui de Clamecy. Le nombre de communes passe de 64 à 63.
Au 1er janvier 2024, l'arrondissement groupe les 63 communes suivantes :
1. Alligny-Cosne
2. Annay
3. Arbourse
4. Arquian
5. Arthel
6. Arzembouy
7. Beaumont-la-Ferrière
8. Bitry
9. Bouhy
10. Bulcy
11. La Celle-sur-Loire
12. La Celle-sur-Nièvre
13. Cessy-les-Bois
14. Champlemy
15. Champvoux
16. La Charité-sur-Loire
17. Chasnay
18. Châteauneuf-Val-de-Bargis
19. Chaulgnes
20. Ciez
21. Colméry
22. Cosne-Cours-sur-Loire
23. Couloutre
24. Dampierre-sous-Bouhy
25. Dompierre-sur-Nièvre
26. Donzy
27. Garchy
28. Giry
29. Lurcy-le-Bourg
30. La Marche
31. Menestreau
32. Mesves-sur-Loire
33. Montenoison
34. Moussy
35. Murlin
36. Myennes
37. Nannay
38. Narcy
39. Neuvy-sur-Loire
40. Oulon
41. Perroy
42. Pougny
43. Pouilly-sur-Loire
44. Prémery
45. Raveau
46. Saint-Amand-en-Puisaye
47. Saint-Andelain
48. Saint-Aubin-les-Forges
49. Saint-Bonnot
50. Sainte-Colombe-des-Bois
51. Saint-Laurent-l'Abbaye
52. Saint-Loup-des-Bois
53. Saint-Malo-en-Donziois
54. Saint-Martin-sur-Nohain
55. Saint-Père
56. Saint-Quentin-sur-Nohain
57. Saint-Vérain
58. Sichamps
59. Suilly-la-Tour
60. Tracy-sur-Loire
61. Tronsanges
62. Varennes-lès-Narcy
63. Vielmanay

## Administration
| Période          | Période         | Identité            | Fonction précédente | Observation |
| ---------------- | --------------- | ------------------- | ------------------- | ----------- |
|                  |                 |                     |                     |             |
| 19 mai 1811      | 30 juillet 1814 | Amé-Thérèse Masclet |                     |             |
|                  |                 |                     |                     |             |
| 1980             | 1982            | Daniel Lallemant    |                     |             |
|                  |                 |                     |                     |             |
|                  | 17 mars 2008    | Raymond Jourdain    |                     |             |
| 4 juin 2008      | 29 juillet 2011 | Marina Muraro       |                     |             |
| 5 septembre 2011 | -               | Étienne Guillet     |                     | -           |
| 17 avril 2023    | En cours        | Magalie Malerba     |                     |             |

## Démographie
En 2022, l'arrondissement comptait 42 531 habitants.
| 1968   | 1975   | 1982   | 1990   | 1999   | 2006   | 2011    | 2016   | 2021   |
| ------ | ------ | ------ | ------ | ------ | ------ | ------- | ------ | ------ |
| 48 479 | 48 133 | 48 018 | 46 549 | 45 074 | 45 407 | 120 826 | 43 893 | 42 206 |

| 2022   | - | - | - | - | - | - | - | - |
| ------ | - | - | - | - | - | - | - | - |
| 42 531 | - | - | - | - | - | - | - | - |